# おとめ座ラムダ星
おとめ座λ星（おとめざラムダせい、λ Vir / λ Virginis）は、おとめ座の恒星で5等星。5.00等の主星と5.63等の伴星による分光連星である。

## 名称
2017年9月5日、国際天文学連合の恒星の命名に関するワーキンググループ (Working Group on Star Names, WGSN) は、Khambalia をおとめ座λ星Aの固有名として正式に承認した。これはコプト語で「曲がった爪」を意味し、元々はι星、κ星とλ星で形作られる星宿の名前であった。